# Xiangliu (satélite)

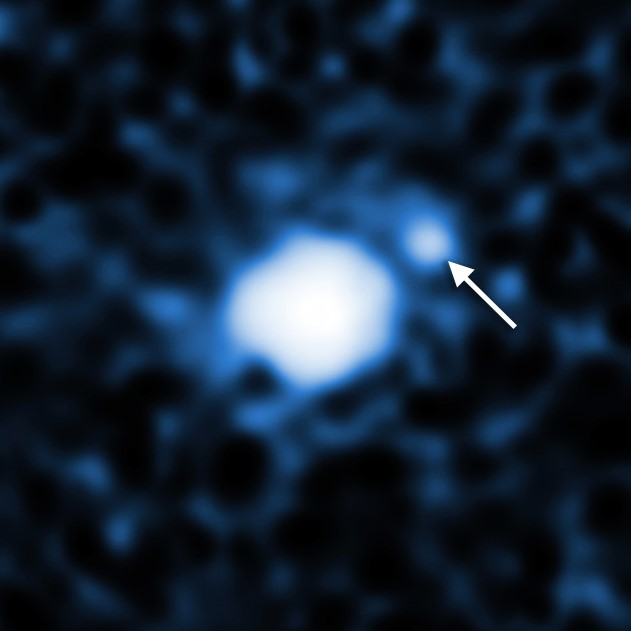
Gonggong e Xangliu (seta)

Xiangliu é o único satélite natural conhecido do provável planeta anão Gonggong. Estima-se que seu diâmetro seja de 300 km e está localizado em torno de 15.000 km a partir de 225088 Gonggong.

## Descoberta
Em 2016, a análise das imagens de 225088 Gonggong feitas em 2010 pelo telescópio espacial Hubble revelou um satélite orbitando em torno desse objeto. Sua descoberta foi anunciada na reunião DPS48 de 17 de outubro de 2016. Uma análise posteriormente realizada a partir de maio de 2017 confirma a existência desse objeto.

## Características físicas e orbitais
Um exame preliminar das imagens sugere que o satélite tem cerca de 300 km de diâmetro e está orbitando 225088 Gonggong a uma distância de pelo menos 15.000 km. O satélite é provavelmente demasiado pequeno e escuro para afetar as estimativas de tamanho para 225088 Gonggong.